# Cold Lake 149
Cold Lake 149 är ett reservat i Kanada.   Det ligger i provinsen Alberta, i den centrala delen av landet, 2 600 km väster om huvudstaden Ottawa.
Omgivningarna runt Cold Lake 149 är en mosaik av jordbruksmark och naturlig växtlighet. Trakten runt Cold Lake 149 är nära nog obefolkad, med mindre än två invånare per kvadratkilometer.